# Вила (Бјела)
Вила је насеље у Италији у округу Бијела, региону Пијемонт.
Према процени из 2011. у насељу је живело 220 становника. Насеље се налази на надморској висини од 406 м.